# Donato Cannone
Donato Cannone (* 16. Februar 1982 in Terlizzi) ist ein ehemaliger italienischer Radrennfahrer.
Donato Cannone gewann 2005 die erste Etappe beim Giro di Toscana der U23-Klasse und belegte den dritten Platz in der Gesamtwertung hinter dem Sieger Sergei Firsanow. Im nächsten Jahr wurde er Profi bei dem italienischen Continental Team C.B. Immobiliare-Universal Caffè. Dort wurde er Dritter der Gesamtwertung bei der Vuelta Ciclista a Navarra. 2007 wechselte Cannone zu dem Professional Continental Team OTC Doors-Lauretana, 2009 fährt er für die ungarische Mannschaft Betonexpressz 2000-Limonta und wechselt 2010 zu Ceramica Flaminia. Im 2010 war das beste Resultat an einem Rennen ein elfter Rang im Grossen Preis des Kanton Aargau und bei Etappenrennen ein achter Etappenrang am Circuit de Lorraine.
Ab dem Jahr 2011 lassen sich keine Rangierungen mehr finden. 

## Erfolge
2005
- eine Etappe Giro di Toscana

## Teams
- 2006 C.B. Immobiliare-Universal Caffè
- 2007 OTC Doors-Lauretana
- 2008 NGC Medical-OTC Industria Porte
- 2009 Betonexpressz 2000-Limonta
- 2010 Ceramica Flaminia